# Polyplectropus jotham
Polyplectropus jotham är en nattsländeart som beskrevs av Malicky 1993. Polyplectropus jotham ingår i släktet Polyplectropus och familjen fångstnätnattsländor. Inga underarter finns listade i Catalogue of Life.